# Nicoletta Luciani
Pour les articles homonymes, voir Luciani.
Nicoletta Luciani (née le 22 novembre 1979 à Chiaravalle) est une joueuse italienne de volley-ball. Elle mesure 1,85 m et joue au poste de centrale. 

## Clubs
| Club                      | Pays   | De        | À         |
| ------------------------- | ------ | --------- | --------- |
| Pallavolo Camerata Picena | Italie | 1992-1993 | 1993-1994 |
| Mark Leasing Jesi         | Italie | 1994-1995 | 1995-1996 |
| Pieralisi Volley          | Italie | 1996-1997 | 2000-2001 |
| Pasta Primeluci Marsala   | Italie | 2001-2002 | 2001-2002 |
| Universal Carpi           | Italie | 2002-2003 | 2002-2003 |
| Team Volley Imola         | Italie | 2003-2004 | 2003-2004 |
| Volley Castelfidardo      | Italie | 2004-2005 | 2004-2005 |
| Busto Arsizio             | Italie | 2005-2006 | 2007-2008 |
| Villa Cortese             | Italie | 2008-2009 | 2009-2010 |
| Crema Volley              | Italie | 2010-2011 | 2010-2011 |
| Cuatto Volley Giaveno     | Italie | 2011-2012 | 2012-2013 |
| Pallavolo Moie            | Italie | 2013-2014 | …         |

## Palmarès
- Coupe d'Italie
  - Vainqueur : 2010.